# Precedens
Precedens neboli precedent (z lat. praecedere, předcházet) znamená předchozí případ nebo skutek, který slouží jako vzor pro něco podobného v budoucnosti. Jako odborný termín se v právu používá pro precedenční (předchozí) rozhodnutí soudu, případně správního úřadu v podobné věci.
Precedent je judikát (=soudní rozhodnutí), které je prvním řešením daného případu, dosud právem neupraveného. Soudní precedent je uznáván jako formálně závazný pramen práva v angloamerickém typu právní kultury (judge made law, case law) a v mezinárodním právu. Dnes již malý význam mají správní precedenty. V kontinentální evropské právní kultuře nejsou rozhodnutí vyšších soudů formálně obecně závazná a vymahatelná, ale klíčové judikáty vytvořené podle zákonů a normativních právních smluv mají kvaziprecedenční význam.

## Základní znaky
Soudní precedenty jsou charakterizovány dvěma základními znaky:
1. originálnost (původnost) – precedent je první rozhodnutí v dané věci
2. formální obecná závaznost – precedent je závazný pro obdobné případy.

Precedent je individuální právní akt, jedná se o rozhodnutí, které řeší konkrétní případ (precedent je tedy kazuistický). Soudy vytvářejí svá precedenční rozhodnutí podle právních principů a eventuálně i právních obyčejů, přičemž značný důraz se klade na racionálnost rozhodnutí a přesvědčivost jeho odůvodnění, a to též z hlediska jeho spravedlnosti.
Precedent tak má dvě části:
1. ratio decidendi, jedná se o část odůvodnění rozhodnutí, která má charakter precedentu. Jedná se o normativní větu (resp. věty) použitelnou na další obdobné případy.
2. obiter dictum, jedná se o část odůvodnění rozhodnutí, která se týká jedinečného případu řešeného soudem, a která nemá obecnou závaznost.

Pro precedenty je důležitá zásada stare decisis, tj. setrvat u rozhodnutého, která doplňuje doktrínu rule of precedent. Tato zásada znamená, že precedenční rozhodnutí se aplikuje na podobné případy a nemůže být bezdůvodně měněno, a to ani tím soudem, který je přijal. To zajišťuje stabilitu práva. Od precedentu je možno se odchýlit tehdy, jestliže se podstatně změnily okolnosti oproti těm, za nichž byl přijat (pravidlo overruling) nebo jestliže nově řešený případ má odlišné znaky (tzv. metoda distinkcí).
Metoda distinkce(í), tj. metoda rozdílnosti, rozlišování, spočívá v tom, že soud shledává rozdíly mezi různými precedenty, hledá, který je nejspíše použitelný pro konkrétní případ. Jestliže soud vhodný precedent nenalezne, vytvoří nový, ve kterém argumentuje právě těmito rozdíly. V oblasti komunitárního práva mohou být soudními precedenty rozhodnutí Soudního dvora EU a Soudu první instance. Tato rozhodnutí mají velký význam, kterým se odlišují od rozhodování soudů ve vnitrostátním právu mnohých kontinentálních států. Jen některá z těchto rozhodnutí však obsahují obecně závazná právní pravidla a mají tak charakter soudních precedentů (ve většině případů nelze mluvit o soudcovské tvorbě práva, ale jen o dotváření práva).
Ve Velké Británii od roku 1966 platí, že do roku 2009 Sněmovna lordů, a od té doby nejvyšší soud (který ji v této funkci nahradil), může změnit svůj dřívější precedent. Nejvyšší soud USA se v téměř 200leté historii svého rozhodování rovněž několikrát odchýlil od dřívějších precedentů.
V kontinentálním typu právní kultury je závaznost precedentů pouze neformální a proto se soud nebo správní úřad může od dosavadní rozhodovací praxe odchýlit, pokud použitelnou judikaturu shledá obsoletní. Jeho rozhodnutí, pokud jde o vyšší soud, pak slouží jako nový precedens, který precedens starý podle zásady lex posterior derogat priori nahrazuje. V některých případech, např. u Ústavního a Nejvyššího soudu, jsou pro tyto případy stanoveny zvláštní procedury.

## Precedens v českém právu
Přestože české právo není založeno na precedentech a s výjimkou ve Sbírce zákonů publikované judikatury Ústavního soudu nejsou formálně judikáty autoritativním pramenem práva, působí zpravidla silou přesvědčivosti a obecné soudy nebo správní úřady se od precedentů jen zřídka odchylují. Ústavní soud nicméně ve svém nálezu ze dne 13. listopadu 2007, sp. zn. IV. ÚS 301/05, vyjádřil doktrínu precedenční závaznosti všech svých nálezů, podle níž může obecný soud pouze výjimečně rozhodnout odchylně, jestliže dostatečně vyargumentuje nutnost revize dosavadních závěrů Ústavního soudu.
Mezi precedenty platí hierarchie: nejsilnější a přímo z Ústavy (čl. 89 odst. 2) univerzálně závazné jsou judikáty Ústavního soudu, pak následuje judikatura obecných soudů v pořadí jejich hierarchického postavení (v tomto ohledu nejvýznamnější rozhodnutí jsou publikovány ve Sbírce soudních rozhodnutí a stanovisek, kterou vydává Nejvyšší soud, a ve Sbírce rozhodnutí Nejvyššího správního soudu vydávané Nejvyšším správním soudem) a nejslabší právní sílu mají precedenční rozhodnutí správních úřadů.

## Výhody a nevýhody
Výhodou je, že precedenty představují pružný model práva (mezera v právu de lege ferenda může být vyplněna rozhodnutím soudu, i když jednoznačná norma v tzv. psaném právu chybí).
Za nevýhodu lze považovat to, že způsob tvorby precedentů způsobuje nižší míru právní jistoty a menší předvídatelnost práva, než je tomu v podmínkách stabilizovaného právního systému náležejícího ke kontinentálnímu typu právní kultury.